# Dystrykt Tuobo
Dystrykt Tuobo – dystrykt w hrabstwie River Gee, we wschodniej części Liberii. 
Położony jest 380 km na wschód od stolicy kraju – Monrovii, oddalony 34 km od siedziby administracyjnej hrabstwa River Gee, miasta Fish Town. Dystrykt znajduje się na granicy z Wybrzeżem Kości Słoniowej. 

## Demografia
Według spisu ludności z 2008 roku jednostka liczyła sobie 5 051 mieszkańców. Natomiast według spisu ludności przeprowadzonego w 2022 roku, dystrykt ma populację liczącą 10 205 mieszkańców, co czyni go szóstym co do wielkości zaludnienia dystryktem w hrabstwie.
Dane z 2008:
| Opis      | Ogółem | Ogółem | Mężczyźni | Mężczyźni | Kobiety | Kobiety |
| --------- | ------ | ------ | --------- | --------- | ------- | ------- |
| Jednostka | osób   | %      | osób      | %         | osób    | %       |
| Populacja | 5 051  | 100    | 2 580     | 51,1      | 2 471   | 48,9    |

Dane z 2022:
| Opis      | Ogółem | Ogółem | Mężczyźni | Mężczyźni | Kobiety | Kobiety |
| --------- | ------ | ------ | --------- | --------- | ------- | ------- |
| Jednostka | osób   | %      | osób      | %         | osób    | %       |
| Populacja | 10 205 | 100    | 5 307     | 52        | 4 898   | 48      |

## Sąsiednie dystrykty
Nyenebo, Nyorker, Sarbo